# Francisco de Castro Canseco

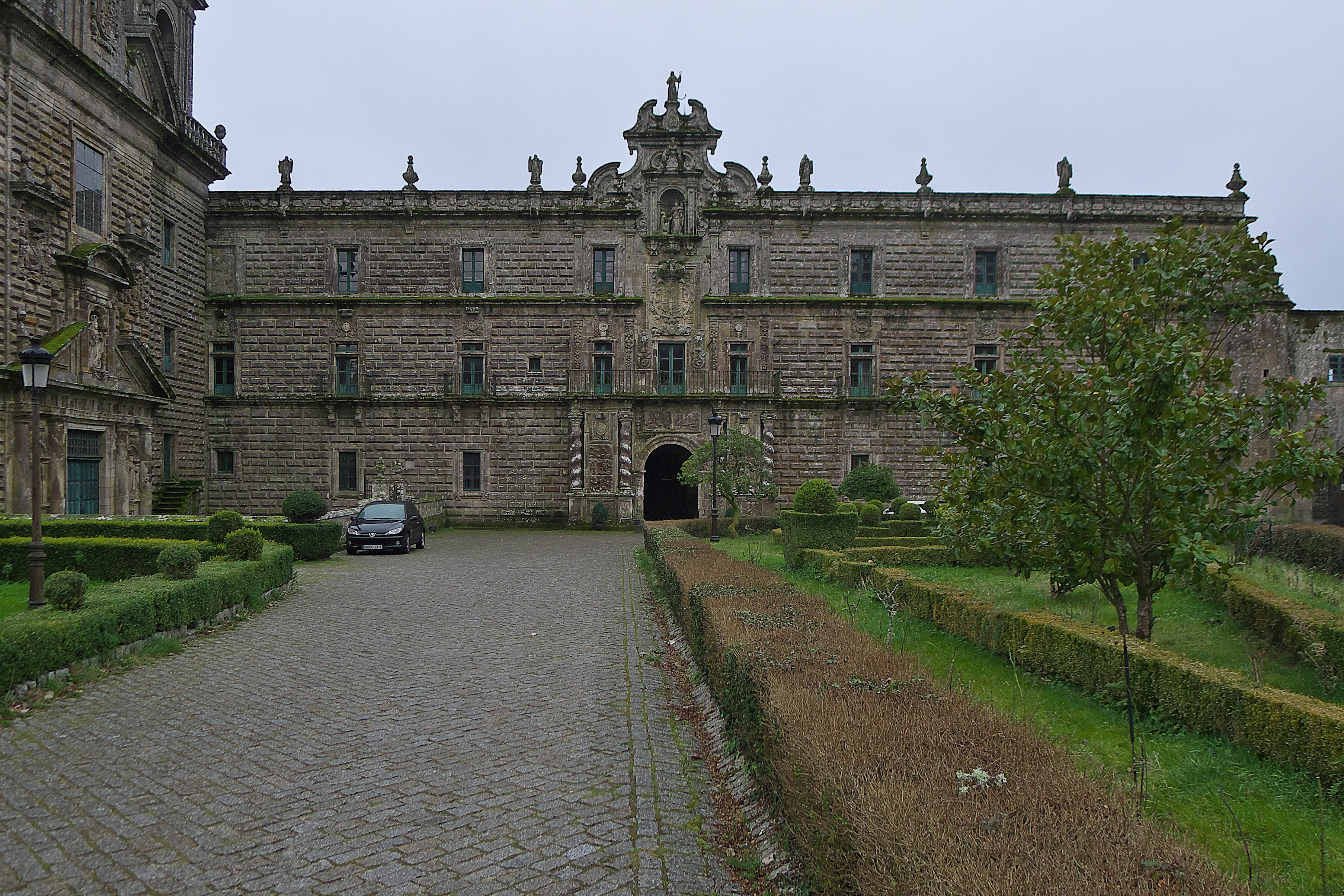
Monasterio de Santa María la Real de Osera. Fachada principal

Francisco de Castro Canseco (Valderas, 1655 - 1724) fue un escultor, imaginero español y maestro arquitecto, que destacó por su producción en Galicia. Hay quien opina que se formó en contacto con Domingo de Andrade. Residió en Mellid y Orense.

## Biografía
Trabajó en el coro del Monasterio de Santa María de Sobrado y ejecutó con magnificencia el retablo mayor (estructurado en cuatro grandes columnas salomónicas) y el coro de la nave central de la iglesia del Monasterio de San Salvador (Celanova), así como la caja de su órgano. Su léxico ornamental es deudor de Andrade, y en su iconografía está presente la cristiandad galaica (San Rosendo) e hispana (San Isidoro de Sevilla), así como la orden benedictina. El cabildo de la Catedral de Santa María de Tuy le encargó la realización del coro. Supo interpretar el cristianismo gallego en las figuras de san Froilán, san Fructuoso y san Pedro de Mezonzo. 
Trabajó, asimismo, en la catedral de Orense (donde destaca su labor en la capilla del Santo Cristo, en la capilla de la Resurrección, en el retablo de San Miguel y en los retablos colaterales de la capilla mayor); en el convento de Santo Domingo de la misma ciudad, donde destaca el retablo del Rosario; en el Convento de Santo Domingo de Ribadavia, donde se conserva, muy mutilado, el retablo mayor; y en la iglesia de la Santísima Trinidad, donde realizó dos retablos colaterales. En el riquísimo retablo del monasterio de San Pelayo de Antealtares dejó su impronta en la ciudad de Santiago de Compostela. 
Además, hay constancia de trabajos suyos en muchas iglesias rurales, especialmente en el sur de Galicia, como en la de Santa Uxía de Eiras, en San Amaro, donde aún conservan su retablo hecho en 1704. La sencillez de su esquema compositivo, con solo dos cuerpos y tres canales, se compensa con la recargada decoración barroca que llega la todos los rincones. 
Su fama le permitió ser llamado para trabajar en el Monasterio de Santa María la Real de Osera, donde se encargó de la fábrica de la fachada y de la portería principal del convento. En 1697 se encarga de la reforma de la casa del consistorio de Ourense. Su estilo dejó una honda huella en Galicia, siendo asumido por el barroco rural y popular.